# ブレダの和約
ブレダの和約（英：Treaty of Breda, 蘭：Vrede van Breda）は、1667年7月31日にブレダにおいて、イングランド王国とオランダ共和国の間で締結された講和条約。この和約により、第二次英蘭戦争は終結した。

## 概要
第二次英蘭戦争はオランダが優勢にあったが、フランスとの対立が深まっていたことなどから早期に戦争を終結させることが望まれていたため、イングランド側に若干譲歩した形で条約を締結することになった。
オランダ首相デ・ウィッテの提案により占領地保有主義の原則が適用され、オランダはニューアムステルダム（現在のニューヨーク）を含む北米植民地をイングランドに割譲したが、占領したスリナム、ギアナなどの南米北岸を得た（後のオランダ領ギアナ）ほか、イングランドの航海法を修正緩和し、ライン川を経由するオランダ船舶には適用されないこととした。